# Піттсбург (округ, Оклахома)
Шаблон:StateAbbr_ 34°56′ пн. ш. 95°45′ зх. д. / 34.93° пн. ш. 95.75° зх. д.
Округ  Піттсбург (англ. Pittsburg County) — округ (графство) у штаті  Оклахома, США. Ідентифікатор округу 40121.

## Історія
Округ утворений 1907 року.

## Демографія
За даними перепису 
2000 року 
загальне населення округу становило 43953 осіб, зокрема міського населення було 22146, а сільського — 21807.
Серед мешканців округу чоловіків було 22139, а жінок — 21814. В окрузі було 17157 домогосподарств, 11944 родин, які мешкали в 21520 будинках.
Середній розмір родини становив 2,9.
Віковий розподіл населення поданий у таблиці:
| Стать    | До 15 років | 15-21 | 22-29 | 30-39 | 40-49 | 50-65 | 65-85 | Понад 85 |
| -------- | ----------- | ----- | ----- | ----- | ----- | ----- | ----- | -------- |
| Чоловіки | 4279        | 2138  | 2274  | 3329  | 3251  | 3762  | 2820  | 286      |
| Жінки    | 4053        | 1844  | 1697  | 2734  | 3071  | 3985  | 3697  | 733      |

## Суміжні округи
- Макінтош — північ
- Гаскелл — північний схід
- Латімер — схід
- Пушматага — південний схід
- Атока — південь
- Коул — південний захід
- Г'юз — захід

## Виноски
1. ↑  U.S. Decennial Census. United States Census Bureau. Процитовано 22 лютого 2015.
2. ↑  Historical Census Browser. University of Virginia Library. Архів оригіналу за 11 серпня 2012. Процитовано 22 лютого 2015.
3. ↑  Forstall, Richard L., ред. (27 березня 1995). Population of Counties by Decennial Census: 1900 to 1990. United States Census Bureau. Процитовано 22 лютого 2015.
4. ↑  Census 2000 PHC-T-4. Ranking Tables for Counties: 1990 and 2000 (PDF). United States Census Bureau. 2 квітня 2001. Процитовано 22 лютого 2015.
5. ↑  State & County QuickFacts. United States Census Bureau. Архів оригіналу за 6 червня 2011. Процитовано 12 листопада 2013.(англ.) Наведено за англійською вікіпедією.
6. ↑  American FactFinder. Бюро перепису населення США. Архів оригіналу за 26 лютого 2012. Процитовано 31 січня 2008.

| США | Це незавершена стаття з географії США. Ви можете допомогти проєкту, виправивши або дописавши її. |